# إد فيتزجيرالد
إد فيتزجيرالد (بالإنجليزية: Ed FitzGerald)‏ هو محامي أمريكي، ولد في 10 يوليو 1968.